# Iglesia de Santa María la Real de la Corte
La iglesia de Santa María la Real de La Corte es una iglesia y parroquia de la ciudad de Oviedo, Principado de Asturias, España, situada en la calle de San Vicente, frente a la plaza Feijoo. Comparte medianeras con el claustro y edificio del monasterio de San Vicente (hoy Museo Arqueológico de Asturias, al que perteneció), y con el monasterio de benedictinas de San Pelayo, todo ello en el caso antiguo de la ciudad, contigua a la catedral.

## Historia
A mediados del siglo XVI el maestro cántabro Juan de Cerecedo, apodado el viejo, dio las trazas de la galería alta del actual claustro monástico y del templo de San Vicente, sustitutos de los viejos edificios de fábrica románica. Muerto en 1568 dirigió las obras de la iglesia entre 1570 y 1572 su sobrino Juan de Cerecedo, el joven. Interrumpidas por problemas económicos, fueron retomadas en 1587 por el arquitecto trasmerano Juan del Ribero Rada, quien le dio su definitivo carácter clasicista. Fue consagrada en 1592. Tras la desamortización eclesiástica de 1836 se instaló en el edificio en 1845 la parroquia de Santa María la Real de la Corte, que adquirió su propiedad en 1859.

## Descripción

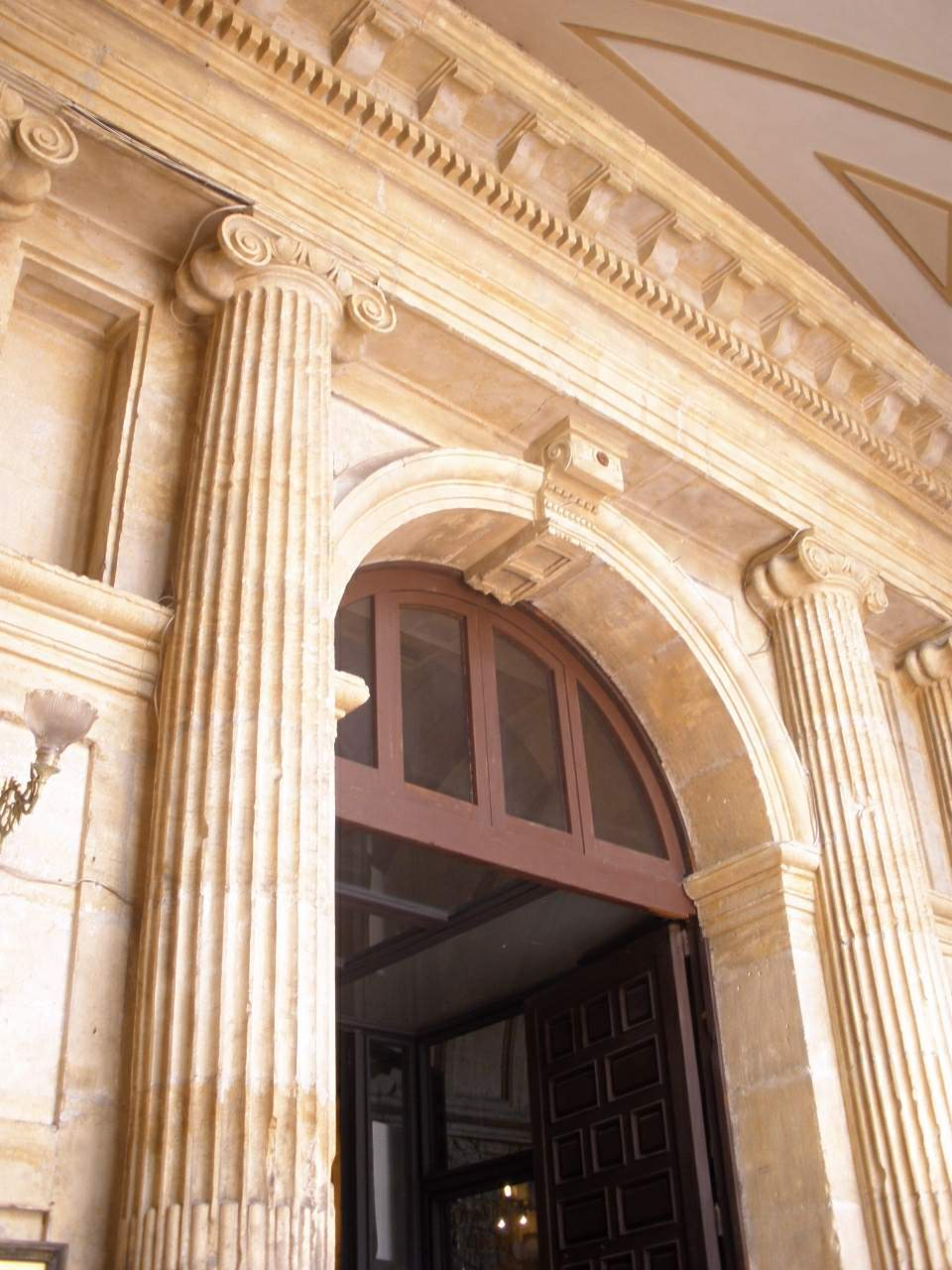
Entrada de la Iglesia de La Corte

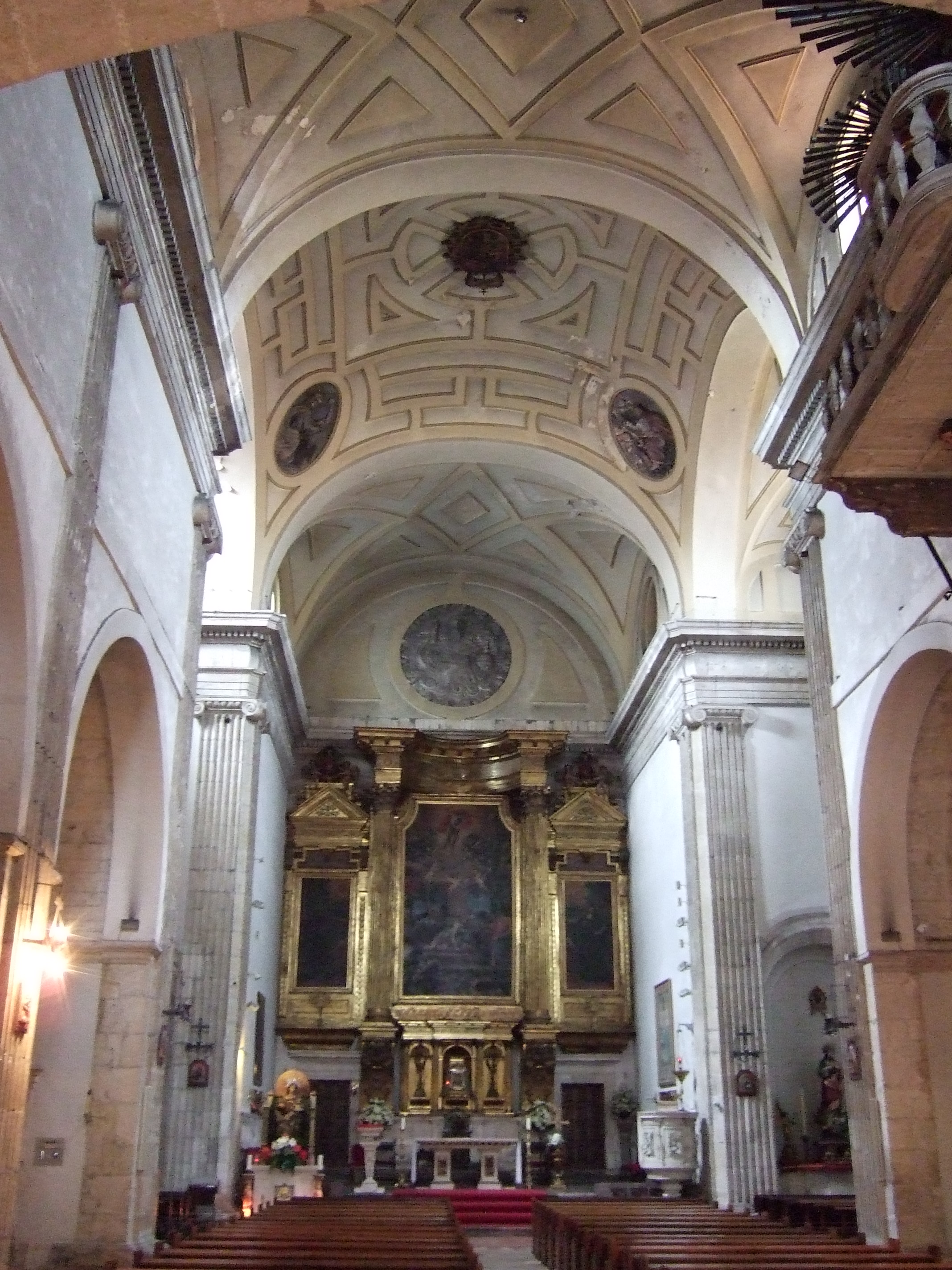
Interior

La iglesia sigue el modelo de las iglesias monásticas del siglo XVI, con una única y amplia nave y capillas-hornacinas laterales, dispuestas entre los contrafuertes y abiertas al crucero mediante sendos arcos de medio punto. El crucero está formado por un espacio central cuadrado y dos brazos rectangulares. En el brazo izquierdo se abren dos vanos: el de salida al claustro —cegado y con portada en el claustro— y el de entrada a la sacristía vieja, un arco de medio punto, que se repite en el brazo derecho, donde se cerró. El presbiterio, plano y profundo, podría deberse a la reforma de Ribero. Dos puertas en su pared frontal, debajo del retablo, dan paso a la antesacristía, una capilla, hoy destinada a sacristía, desde la que se accede a la sacristía vieja, ahora sala-capilla, a través de un arco de medio punto sostenido por capiteles-impostas y jambas de decoración cajeada.
La fachada del templo, inconclusa, oculta el pórtico de entrada y el coro, sobreelevado sobre el pórtico y el tramo de los pies de la nave. Presenta una calle central y dos torres laterales, de las que sólo se levantó la izquierda. En su piso bajo se abre la portada, un gran arco de medio punto y doble derrame, cajeado, que apea en capiteles-imposta y jambas. Tiene una puerta cancel de 1666. En el segundo piso de la calle central, enmarcada por dos contrafuertes, se abre un vano cuadrado, ahora cegado, que está partido por una pilastra y flanqueado por dos recuadros y dos hornacinas coronadas por veneras, entre pilastrillas. El conjunto descansa en una imposta sobre ménsulas. En el tercer piso se abre un gran óculo clasicista, vano practicado también en el muro frontal de la cabecera, donde recoge un tondo con la imagen del Pantocrátor, y en la sacristía vieja.
A Ribero se debe la ordenación interior de los muros, las cubiertas y la portada del vestíbulo, así como el remate de la fachada y de todo el templo. Siguiendo las premisas del clasicismo de inspiración paladina, los muros se revistieron con pilastras estriadas, poco resaltadas, de capiteles jónicos. Sobre ellas corre un entablamento jónico completo, con arquitrabe de tres molduras horizontales, friso corrido liso y convexo, faja de denticulado y cornisa. Se cubre con bóvedas de cañón con lunetos en la nave con arcos fajones, los brazos del crucero, la cabecera, la antesacristía y el cuerpo central del pórtico; bóveda vaída en el cuerpo central del crucero, decorada con cuatro relieves policromados de los Evangelistas y el escudo de la iglesia; medios cañones con decoración cajeada en las capillas laterales y sin fajas en los tramos laterales del pórtico; bóveda de arista en el sotocoro; y cúpula sobre pechinas en la sacristía vieja. La plementería de las cubiertas —a excepción de las capillas— se decora con dibujos geométricos.
Las tribunas o pisos superiores de las naves laterales —hoy salones parroquiales— se asoman al crucero a través de dos balcones con balaustres de piedra. La tribuna izquierda —adosada al monasterio— era la utilizada por el padre Feijóo para escuchar la misa y estaba comunicada con su celda. La portada del pórtico, a modo de arco de triunfo, consta de tres calles separadas por columnas jónicas sobre plintos. En la calle central, la más ancha, se sitúa un arco de medio punto moldurado sobre capiteles-imposta, con una ménsula en la clave. Las calles laterales están formadas por dos rectángulos superpuestos y dos hornacinas rectangulares. Sostienen el entablamento, idéntico al del interior. La cornisa tiene un gran vuelo y descansa en ménsulas. Sobre ella se apoyan cuatro bolas. Remata la portada un frontón curvo. Otra portada en arco, hoy cegado, con pilastras y entablamento jónico daba acceso desde el claustro a la vieja sacristía.

#### Escultura
Las trazas del retablo mayor, de estilo manierista, se atribuyen al monje benedictino fray Juan Andrés Ricci. Fue realizado, entre 1638 y 1641, por Luis Fernández de la Vega, Pedro García y Francisco González. Es el único retablo asturiano formado por lienzos: San Vicente, en el centro, Santa Escolástica y San Benito. Fueron pintados en 1641 por el vallisoletano Diego Valentín Díaz y repintados por el ovetense Francisco Reiter en 1779. En su cuerpo ático, desmontado en 1976, estaba el cuadro de la Inmaculada, de autoría desconocida y ahora colocado en el crucero sur, y las tallas de San Juan Evangelista, perdida, y San Juan Bautista (en el baptisterio), de Fernández de la Vega (1601-1675).
A este escultor barroco asturiano se deben también las imágenes de Santa Ana con la Virgen Niña (crucero sur) y la Virgen con el Niño (presbiterio). Antonio Borja (Sigüenza, 1661-1719) hizo en 1703, para la iglesia de La Corte, el Cristo Crucificado (segunda capilla de la derecha) y las tallas de San Roque y San Isidro Labrador (crucero norte). El crucero norte acoge el retablo de la Virgen patrona de la feligresía, obra rococó del siglo XVIII, procedente de la iglesia de La Corte, a donde se trasladó en 1802 del Colegio de Jesuitas. En la tercera capilla de la derecha está la Virgen de la Piedad, una talla en piedra policromada del hospital ovetense de los Remedios. El órgano, considerado el mejor de Asturias, es una pieza barroca de fines del XVII. En la sacristía se expone la valiosa orfebrería del templo, con piezas de los siglos XVI-XIX. 

#### Sepulturas
En el crucero está la sepultura de fray Benito Jerónimo Feijoo (1676-1764), profesor y abad del monasterio de San Vicente y preclaro escritor. En el crucero norte reposan los restos de don Rodrigo Álvarez de las Asturias, señor de Noreña y de Gijón, fallecido en 1332.